# Hochgerach
Le Hochgerach est un sommet montagneux des Alpes situé dans le Voralberg, en Autriche. Culminant à 1 985 m d'altitude, elle fait partie d'une suite de montagnes délimitant les vallées du Walgau et du Laternsertal.